# 舒特拉猶太人
舒特拉猶太人（Schindlerjuden），是指於大屠殺期間被奧斯卡·辛德勒所拯救的，為數約1000至1200名的猶太人。他們的故事在澳大利亞作家托馬斯·肯尼利的小說《舒特拉方舟》中被描寫，後由史提芬·史匹堡改編成有名電影《舒特拉的名單》而廣為人知。根據書本記載，托馬斯·肯尼利是在加州比佛利山莊的一家皮箱店中，認識了其中一名舒特拉猶太人，波德克·費佛伯格 （Poldek Pfefferberg），並首次聽到有關奧斯卡·舒特拉的故事後決定寫成故事的。
截至2006年，估計舒特拉猶太人及其後裔的人數達7000人，並分佈在美國、歐洲及以色列等地。
2009年4月，在由托馬斯·肯尼利捐贈與澳洲圖書館的文件當中，找到原本的舒特拉的名單，當中包括801個名字。

## 電影
大部分的舒特拉猶太人均有出現在電影的最後一幕，向舒特拉的墓穴擺放石頭。當中他們或由電影中所飾演的角色陪同，如猶太女僕海倫·賀希（Helen Hirsch）由飾演她的恩伯斯·大衛茲（Embeth Davidtz）陪同，或是由家人陪同等。

## 外部連結
- 舒特拉的猶太人 （页面存档备份，存于）
- 舒特拉的名單 （页面存档备份，存于）